# Euceromasia spinosa
Euceromasia spinosa là một loài ruồi trong họ Tachinidae.